# Grignard-reagens

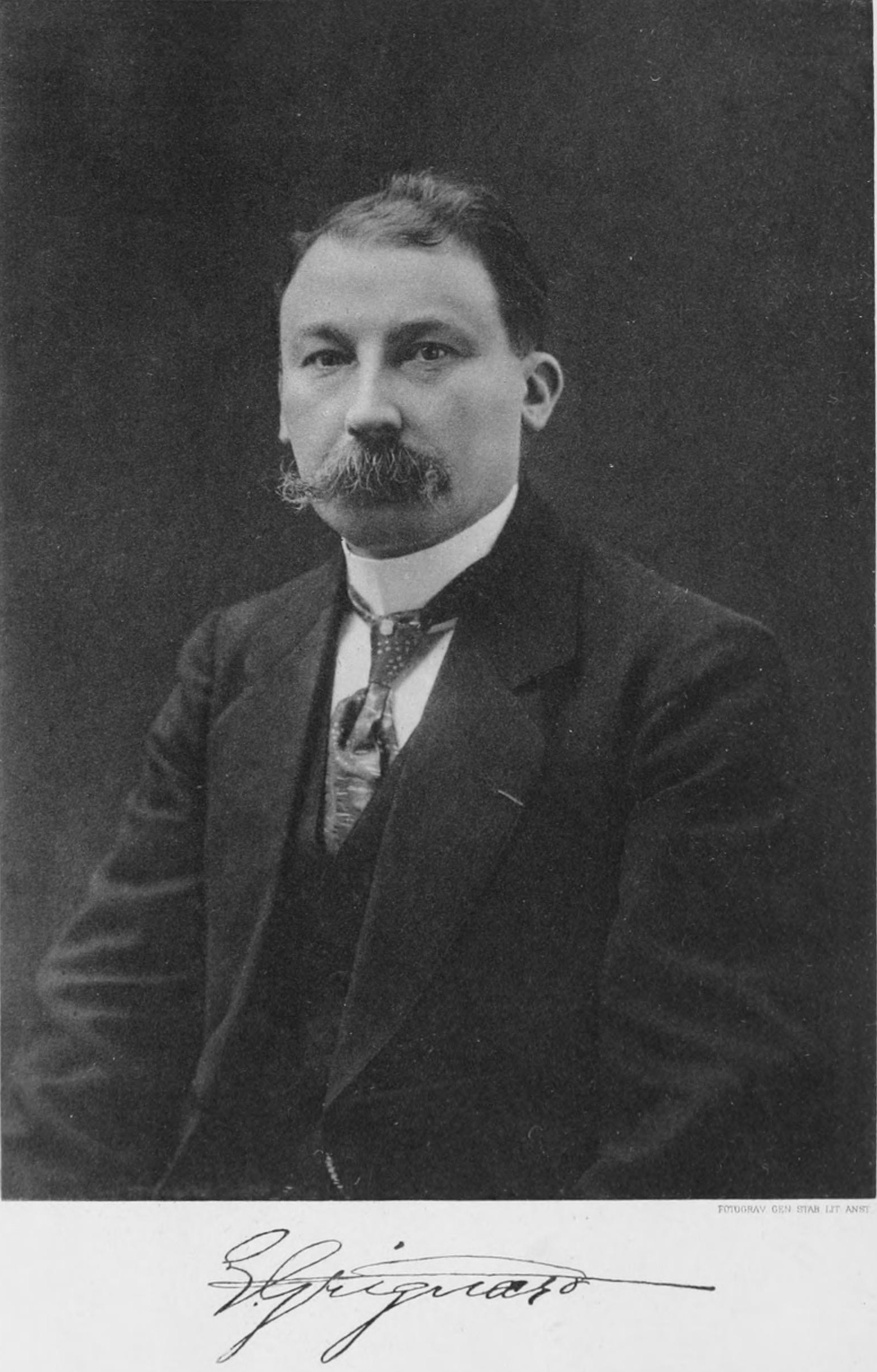
Victor Grignard

A Grignard-reagens vagy Grignard-vegyület az R−Mg−X általános képlettel leírható fémorganikus vegyületek gyűjtőneve, ahol az R alkil vagy arilcsoport, X pedig egy halogént jelöl (legtöbbször brómot). Nagyon reakcióképes, nyomnyi mennyiségű vízzel is hevesen elreagál, ezért csak vízmentes közegben használható. Elterjedten használt redukálószer és fontos alkilezőszer. Tipikus példa rá a metil-magnézium-klorid és a fenil-magnézium-bromid. Elterjedt reagensek a szerves kémiában új szén-szén-kötések létrehozásakor, hasonlóan a lítiumorganikus vegyületekhez.
A Grignard-reagensek tisztán rendkívül reakcióképes szilárd anyagok. Legtöbbször szerves oldószerekben, dietil-éterben vagy tetrahidrofuránban oldva használják. Oldatban stabil, amennyiben vízmentesített a rendszer. Az oldószerrel rendszerint komplexet alkot, melyhez a magnézium koordinációs kötéssel kapcsolódik.
A Grignard-reagens nevét Victor Grignard francia kémikusról kapta, aki 1900-ban fedezte fel, amiért 1912-ben kémiai Nobel-díjjal jutalmazták.

## Előállítása
A Grignard-vegyületeket alkil-halogenidek fémes magnéziummal való reakciójával állítják elő. A reagens stabilizálásához étereket használnak. A művelet víztől és levegőtől elzárva végzendő, mivel ezek protolízis vagy oxidáció révén használhatatlanná teszik a reagenst. Az alkil-magnézium-halogenid képződése lassan indul be a fém felületén megjelenő oxidréteg miatt, azonban idővel felgyorsul és igen exotermmé válhat. A reakció bármely halogénnel kivitelezhető, azonban az alkil-fluoridok kis reakciókészsége miatt azokhoz nem szimpla magnézium, hanem speciálisan aktivált Rieke-magnézium szükséges.
Az előállításhoz rendszerint magnéziumszalagot használnak. Az azt körülvevő magnéziumoxid-réteg azonban gátolja a reakciót. A passzívréteg megbontására, a reaktív magnézium felszabadítására több módszer is rendelkezésre áll, köztük a fémszalagok porrá őrlése helyben, az erős keverés és az ultrahangos kezelés. Ezenkívül aktiválószerként jódot, metil-jodidot vagy 1,2-dibrómetánt használnak. Utóbbi esetén az etilénbuborékok megjelenése jelzi, hogy a magnézium reakcióképes. A keletkező vegyület a további reakciókra nincs hatással.
{\displaystyle \mathrm {Mg+BrC_{2}H_{2}Br\rightarrow C_{2}H_{2}+MgBr_{2}} }
Az aktiválószerekkel elreagáló magnézium mennyisége nem jelentős. Kis mennyiségű higany(II)-kloriddal a fémfelület amalgámmá alakítható, ezáltal nő a reaktivitása is.

### Kimutatás
A Grignard-vegyület vízzel való heves reakcióját felhasználják annak kimutatására vagy minőségi ellenőrzésére. Általánosságban az ilyen teszteknél valamilyen vízmentes, protikus reagenst használnak, amelynek könnyen mérhető a tömege, például mentolt színezőanyag jelenlétében. A fenantrolinnal vagy 2,2'-bipiridinnel való reakciója szintén színváltozással jár.

## Reakciói

### Karbonilvegyületekkel
A Grignard-reagens számos karbonilcsoportot tartalmazó vegyülettel képes reakcióba lépni, beleértve az aldehideket, ketonokat, észtereket, amidokat, de még a szén-dioxidot is.
Leggyakrabban az aldehidek és ketonok alkilezésére használják a Grignard-reakcióban. Ekkor a karbonilcsoport alkohollá redukálódik, míg az oxigénhez kapcsolódó szénre beépül a plusz alkilcsoport.
Fontos megjegyezni, hogy az acetálcsoport nem reagál a Grignard-reagenssel, így az át nem alakítandó karbonilcsoportok levédhetők acetállá alakítással.
Aldehidekkel vagy prokirális ketonokkal való reakcióban a Felkin-Anh-modell vagy a Cram-szabály alapján megjósolható, hogy melyik sztereoizomer fog keletkezni. A könnyen deprotonálható 1,3-diketonok és a hasonlóan CH-savas vegyületekkel szemben a Grignard-reagens gyenge bázisként viselkedik, így az enolátion mellett a magnéziumhoz kapcsolódó alkilcsoport is felszabadul alkán formájában.
Nukleofil szubsztitúciós reakciókban a nukleofil szerepét tölti be. Ez a Naproxén ipari gyártásának kulcslépése.

### Fémek és félfémek alkilezése
A lítiumorganikus vegyületekhez hasonlóan a szén- és a heteroatomok közötti kötések létrehozására szolgálhat.
{\displaystyle {\begin{matrix}{\ce {R4B-}}\\{\color {White}\scriptstyle {\ce {Et2O.BF3}}\ {\mbox{vagy}}\ {\ce {NaBF4}}}{\Bigg \uparrow }\scriptstyle {\ce {Et2O.BF3}}\ {\mbox{vagy}}\ {\ce {NaBF4}}\\{\ce {Ph2PR <-[{\ce {Ph2PCl}}] RMgX ->[{\ce {Bu3SnCl}}] Bu3SnR}}\\{\color {White}\scriptstyle {\ce {B(OMe)3}}}{\Bigg \downarrow }\scriptstyle {\ce {B(OMe)3}}\\{\ce {RB(OMe)2}}\end{matrix}}}
A Grignard-vegyületek számos fémtartalmú elektrofil vegyülettel reakcióba lépnek. A kadmium-kloridot például dialkil-kadmiummá alakítja, ahogy a fémek kicserélődnek.:
2 RMgX + CdCl2 → R2Cd + 2 Mg(X)Cl

### Alkil-halogenidekkel
A Grignard-reagensek jellemzően nem reagálnak a halogéncsoporttal, azok viszonylag nagy reakciókészsége ellenére. Bizonyos fémtartalmú katalizátorok jelenlétében azonban nemcsak lecserélhető a halogén alkilcsoportra, de ebben az esetben a reagens még előnyben is részesíti a karbonilcsoportokkal szemben. Példaként alább a metil−para-klórbenzoát átalakítása látható para-nonil-benzoesavvá nonil-magnézium-bromid segítségével. A katalizátor vas(III)-acetilacetonát, amely nélkül a Grignard-reagens az észteres karbonilcsoportot támadná. Második lépésként az észter lúgos hidrolízisével szabadítjuk fel a savat.
Aril-Grignard-vegyületekhez szintén jól használható katalizátor a nikkel-klorid  vagy a lítium-kloridból és réz-kloridból készített dilítium-tetrakloro-kuprát (Li2CuCl4) tetrahidrofuránban (THF) oldva.

### Oxidáció
Grignard-vegyületek oxigénnel való reakciója szerves magnézium-peroxidokat eredményezhet, amelyből hidrolízissel alkil-hidroperoxidok vagy alkoholok keletkeznek. A reakció gyökös mechanizmusú.
A Grignard-reagensek alkohollá történő egyszerű oxidációja nem bír nagy gyakorlati jelentőséggel, mivel csekély hozammal játszódik le. Ugyanakkor a borán jelenlétében hidrogén-peroxiddal végzett kétlépéses oxidáció már alkalmas alkoholok előállításához.
Hosszabb szénláncú alkoholok alkénekből történő előállítására szintén használnak aril- vagy vinil-Grignard-reagenseket oxigén jelenlétében. Az oxigén alapvető fontosságú, enélkül ugyanis nem megy végbe reakció. A folyamat hátránya, hogy kétszeres mennyiségű Grignard-reagenst igényel, ám annak csak a fele jelenik meg a végtermékben. Ennek kiküszöbölésére a beépítendő alkilcsoportot tartalmazó Grignard mellett olcsóbb n-butil-magnézium-bromidot adnak a reakciótérbe.

## Ipari alkalmazás
Bonyolult szerves vegyületek, gyógyszerhatóanyagok előállításához kulcsfontosságú a Grignard-reagens használata. Például az emlőrák kezelésére használt Tamoxifen nem-sztereoszelektív gyártásához fenil-magnézium-bromidot használnak:

## Galéria

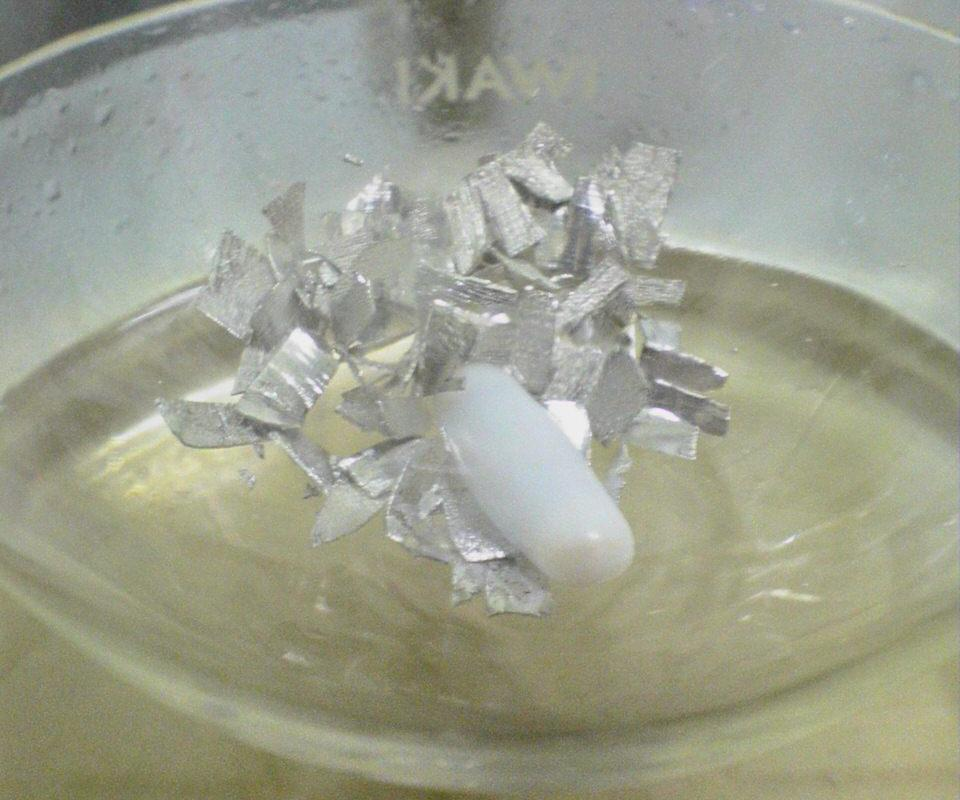
Magnéziumszalagok a lombikban.
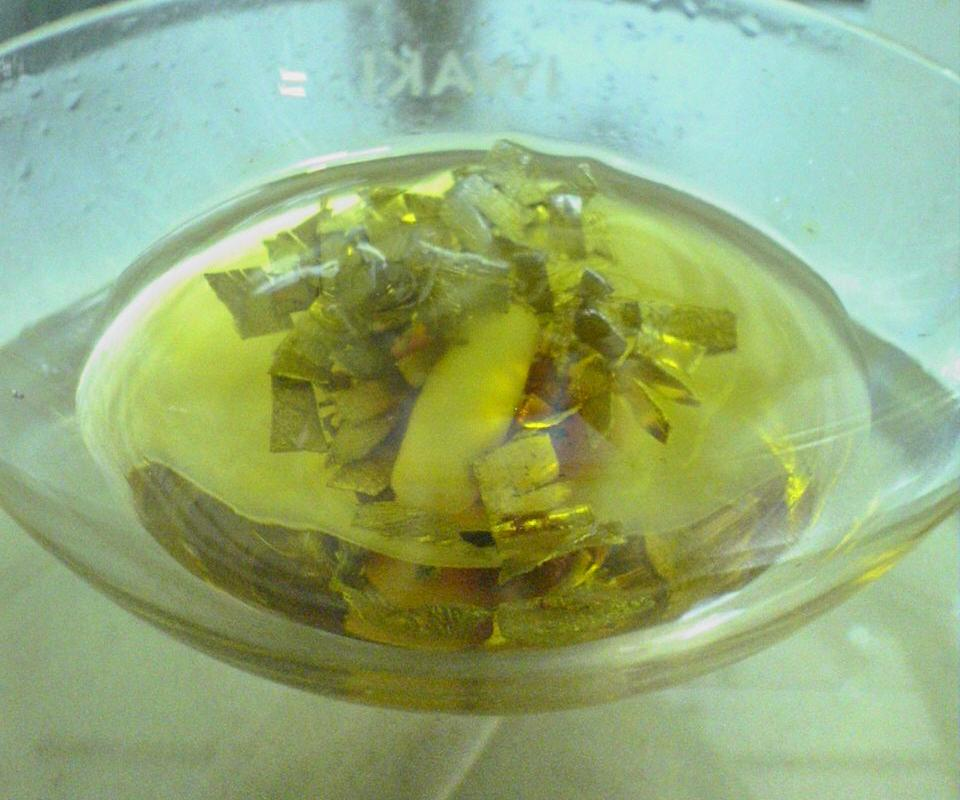
Tetrahidrofurán és némi jód hozzáadva.
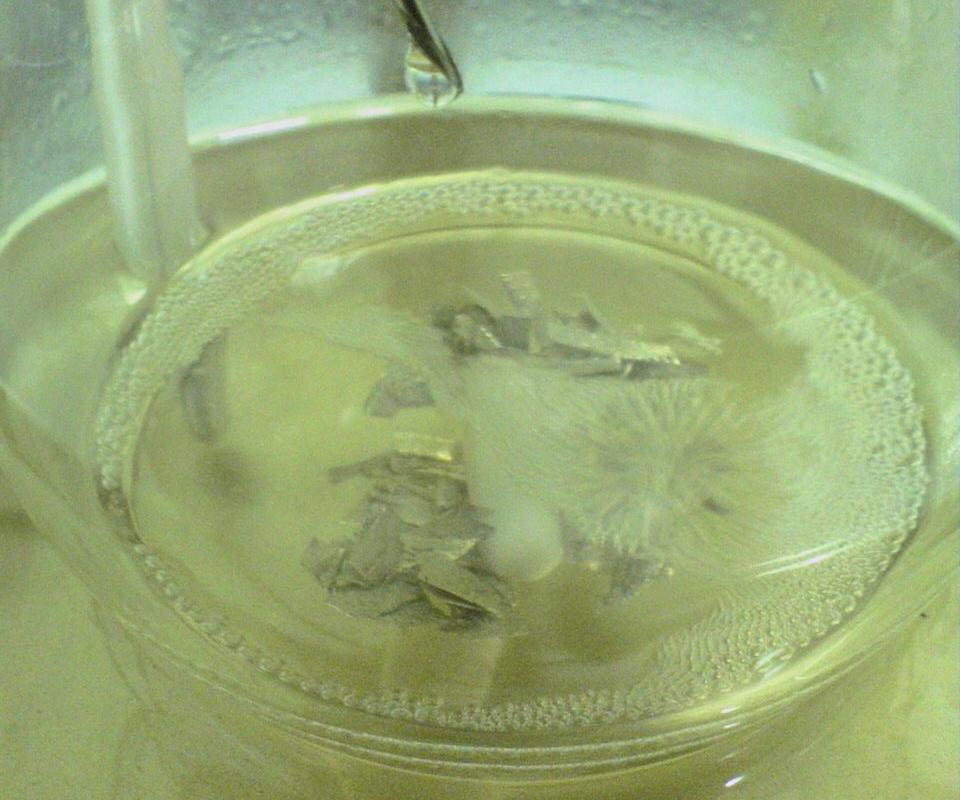
Alkil-bromid az elegyhez keverve melegítés közben.
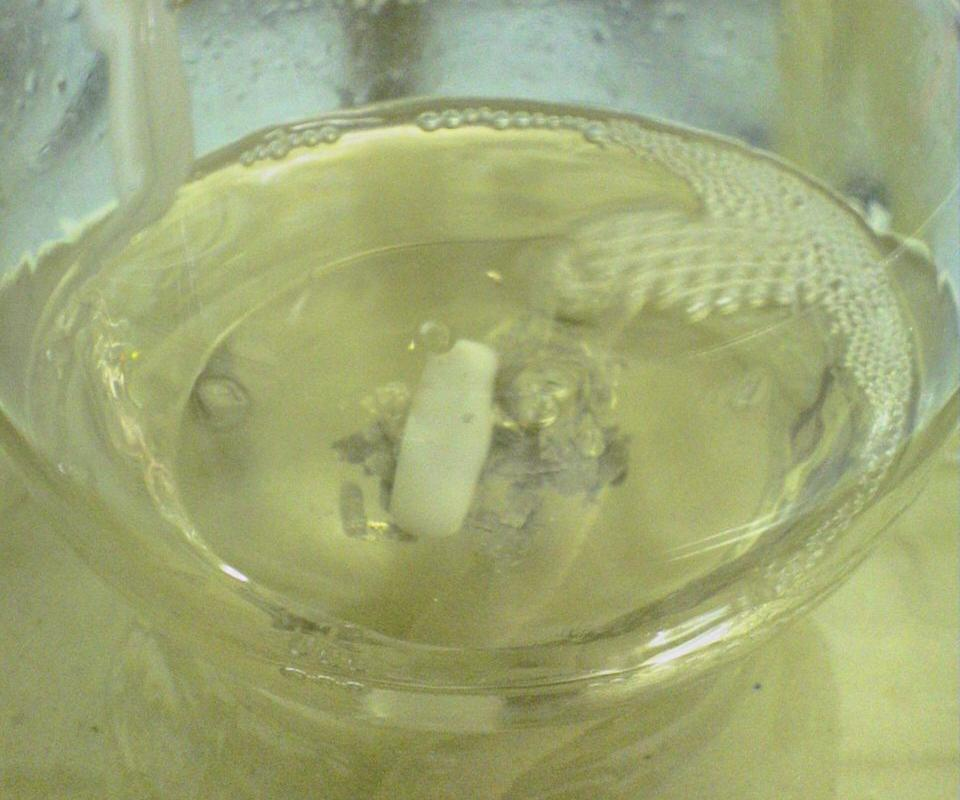
Miután minden belekerült, tovább melegítjük.
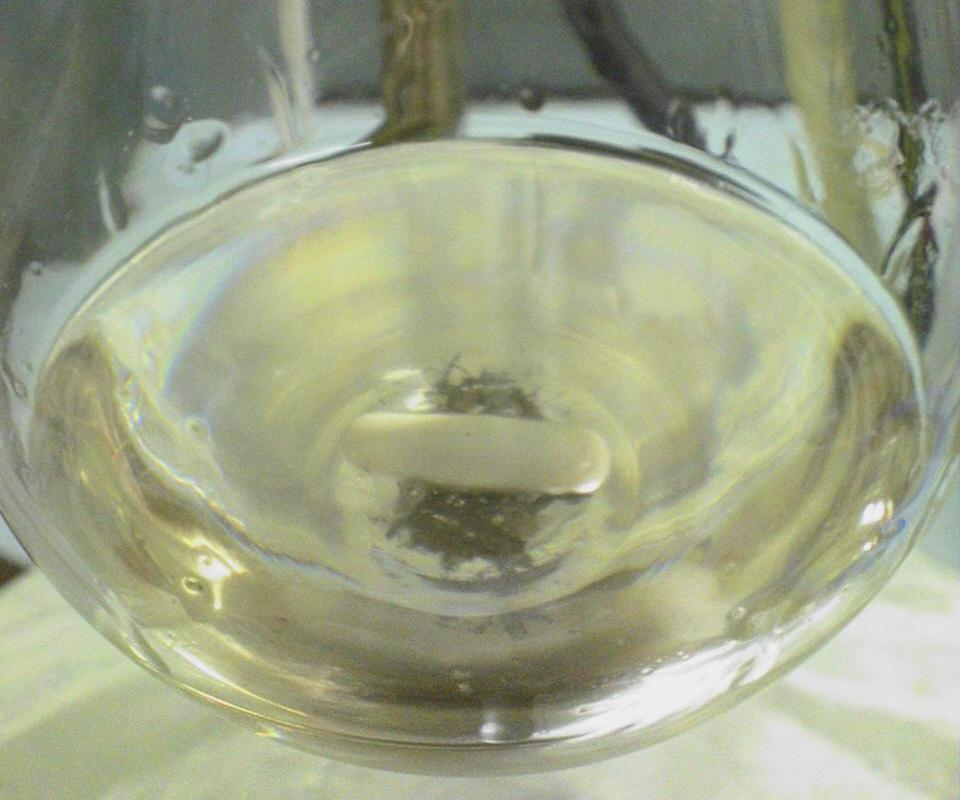
A Grignard-reagens kialakult. Egy kevés magnézium maradt a lombikban.
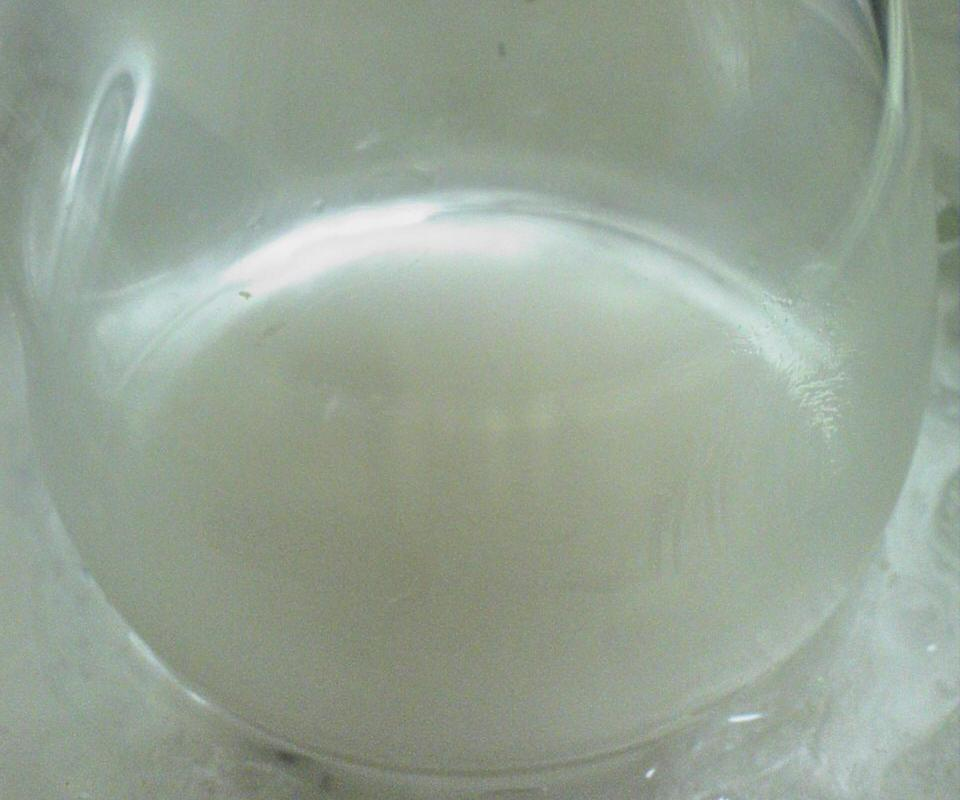
A reakcióelegyet 0°C-ra hűtjük. Az oldat zavarossá válik, ahogy az imént előállított Grignard-vegyület kicsapódik.
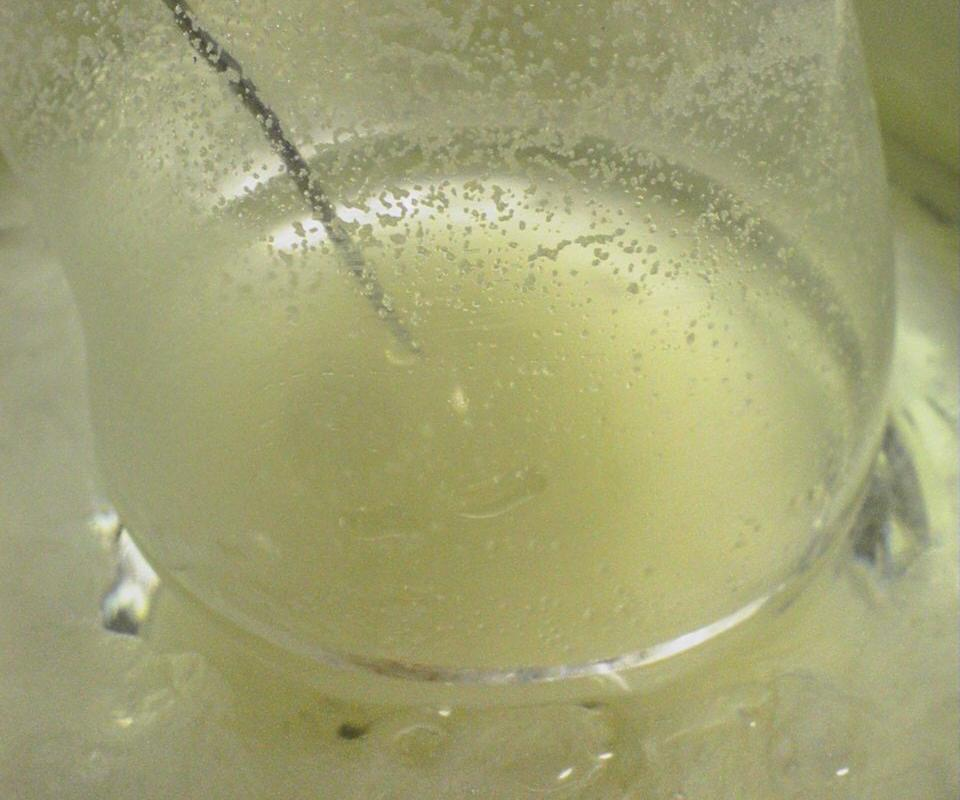
A karbonilvegyület oldatát a reakciótérbe adagoljuk.
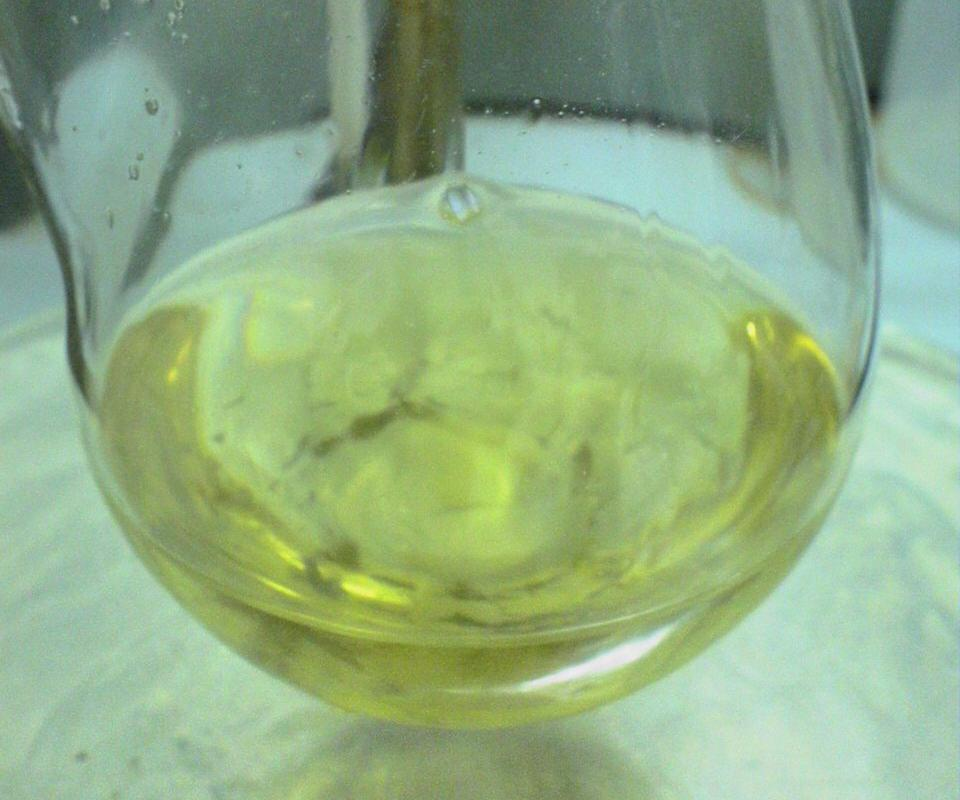
Az oldat visszamelegedett szobahőmérsékletűre. A reakciónak vége.

## Fordítás
Ez a szócikk részben vagy egészben  a   Grignard reagent című angol Wikipédia-szócikk ezen változatának fordításán alapul.  Az eredeti cikk szerkesztőit annak laptörténete sorolja fel. Ez a jelzés csupán a megfogalmazás eredetét és a szerzői jogokat jelzi, nem szolgál a cikkben szereplő információk forrásmegjelöléseként.